# ルディ・ドゥチュケ

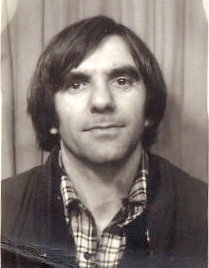
ルディ・ドゥチュケ

アルフレート・ヴィリ・ルディ・ドゥチュケ（Alfred Willi Rudi Dutschke, 1940年3月7日 - 1979年12月24日）は、1960年代後半の西ドイツにおいて非常によく知られた学生運動家、社会学者、政治運動家。
彼は、社会の機構の完全な一部となることにより、政府や社会の中から過激な変革を実現するという「制度内への長征」を提唱した。これはアントニオ・グラムシやフランクフルト学派から得た着想であり、1970年代には当時生まれたばかりの環境保護運動に加わることでこの思想を実践してゆく。
彼は1968年に暗殺されかけ辛くも生き残ったが、その12年後に後遺症で死亡した。

## 前半生

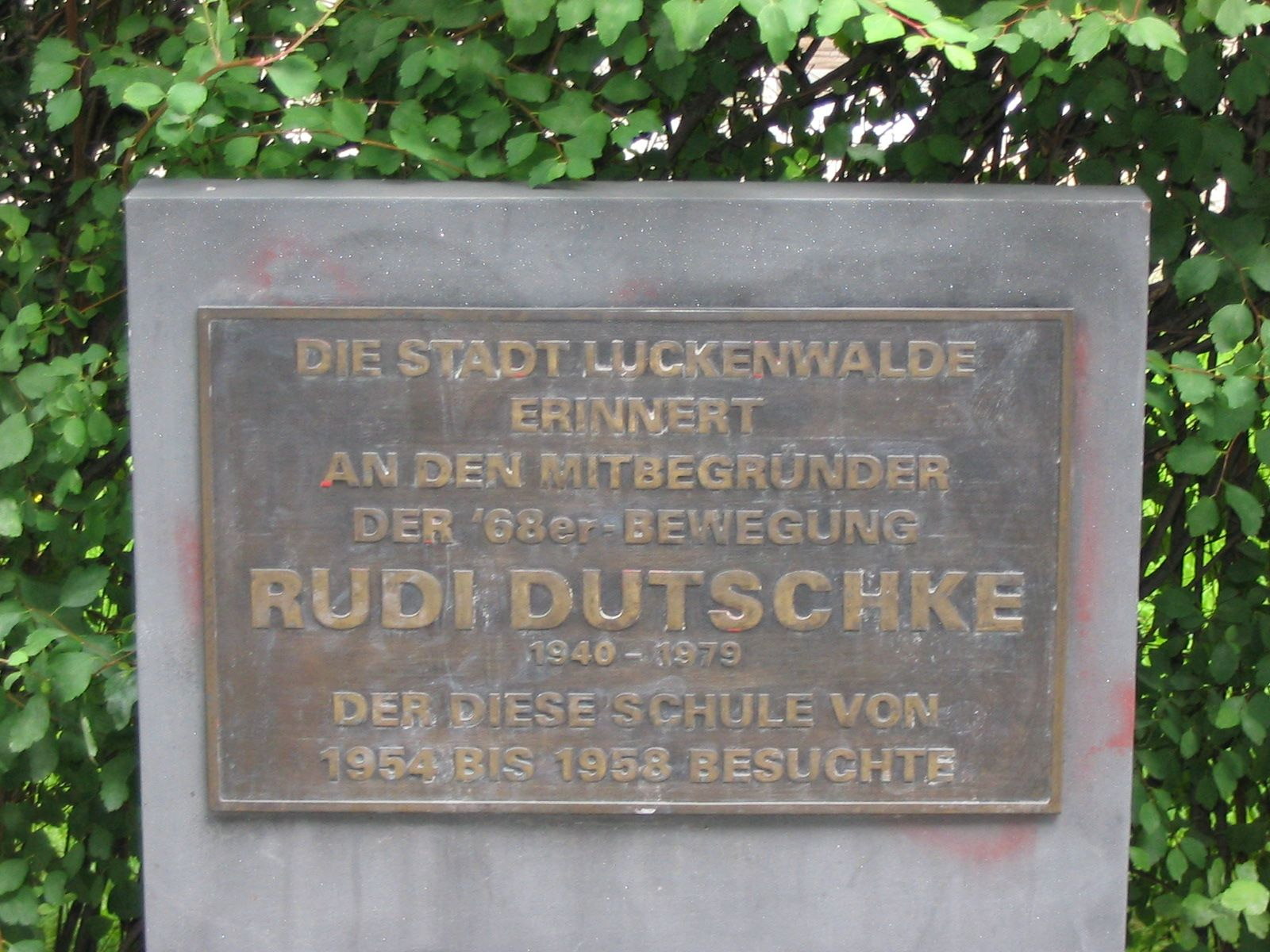
旧東ドイツのブランデンブルク州ルッケンヴァルデのギムナジウムにある銘板。ドゥチュケはこの学校を1958年に出た

ドゥチュケは1940年にベルリン南郊のシェーネフェルト（Schönefeld）で生まれた。シェーネフェルトはベルリン市の外側で、戦後はドイツ民主共和国（東ドイツ）の範囲となっている。ドゥチュケはシェーネフェルトの近くのルッケンヴァルデ（Luckenwalde）の小学校とギムナジウムを出た。彼はプロテスタント系教会の学生組織で活動しており、社会民主主義を支持し、1957年のハンガリー動乱の後はアメリカ合衆国にもソビエト連邦にも反対する立場をとった。東ドイツの再軍備も批判し、国家人民軍への兵役を拒否し級友らにも兵役拒否を勧めたことから政府により大学への進学を拒否された。1961年8月、ベルリンの壁が築かれる前日に彼は西ベルリンへ亡命し、ベルリン自由大学でリヒャルト・レーヴェンタールらの下で社会学を学び、東側とは異なるマルクス主義への視座を得た。
ドゥチュケは1960年代前半から西ベルリンで学生運動に加わり、1965年1月に社会主義ドイツ学生連盟（SDS, Sozialistischer Deutscher Studentenbund）に入り、同年2月には西ベルリン支部の政治問題委員会の委員長に当選した。SDSはドイツ社会民主党（SPD）の青年組織であったが、再軍備を巡る見解の違いなどから1961年にSPDから除名されていた。ドゥチュケはSDS西ベルリン支部の政治指導者として、大連立反対運動、非常事態法反対運動、ベトナム反戦運動デモなどを組織している。1960年代後半にはSDSはドイツ学生運動の台風の中心となり急速に拡大し、議会外反対勢力 (Außerparlamentarische Opposition, APO）の中核組織ともなっていた。
ドゥチュケはアメリカ国籍のグレッチェン・クロッツ（Gretchen Klotz）と1966年に結婚している。彼らの間には3人の子が生まれている。

## 政治観
ドゥチュケはフランクフルト学派の批判理論のほか、ローザ・ルクセンブルクや批判的マルクス主義者たちの思想から影響を受け、社会の変革の過程から民主主義を築く実践を通じて、社会改革の理論や実践手法を組み立てていった。
ドゥチュケは、西側諸国の社会の改革は、第三世界諸国の解放運動や東側諸国の民主化運動と手を携えて進めてゆくべきだという意見を持っていた。彼の社会主義にはキリスト教の強い影響があり、イエス・キリストをもっとも偉大な革命家と呼んだ。1963年の復活祭には彼はこう書いている。「イエスは復活した。世界史の中の決定的な革命、すべてを征服する愛の革命が起こった。この明かされた愛を人々が、自身の存在の中に、『いま』の現実の中に、完全に受け入れたら、狂気の論理がもう続くことはないだろう。」
1967年6月2日、イラン皇帝モハンマド・レザー・パフラヴィーの訪独に反対して西ベルリンで行われていた学生デモに対して警官が発砲し、参加していた学生ベンノ・オーネゾルクが射殺された事件をきっかけに、SDSも座り込みなどの抗議運動を活発化させ、翌1968年には西ドイツ全土で学生運動が燃え上がった。しかし射殺事件以降、学生運動の一部が突出を始め過激化し、ついには「バーダー・マインホフ・グルッペ」（後のドイツ赤軍、RAF）が形成されるにいたった。こうした過激派学生の行動やテロリズムをドゥチュケは学生運動をむしばむものとして拒み、制度を外から打倒する闘争の代わりに、組織内に入って変革を行う「制度内への長征」を支持した。

## 暗殺未遂とその後

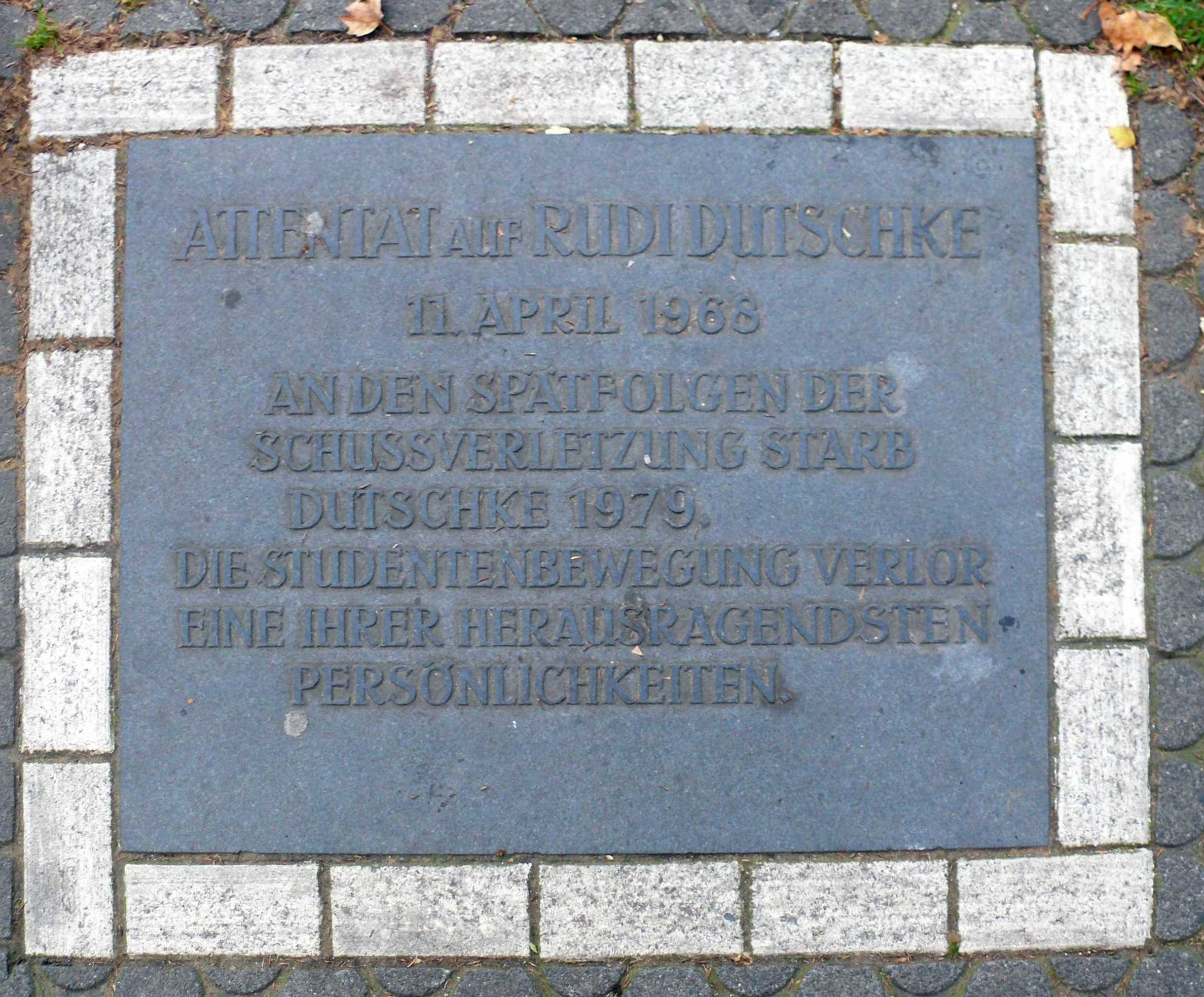
暗殺未遂現場にある銘板。
西ベルリンのクーダム通り付近（Kurfürstendamm /Joachim-Friedrich Straße）

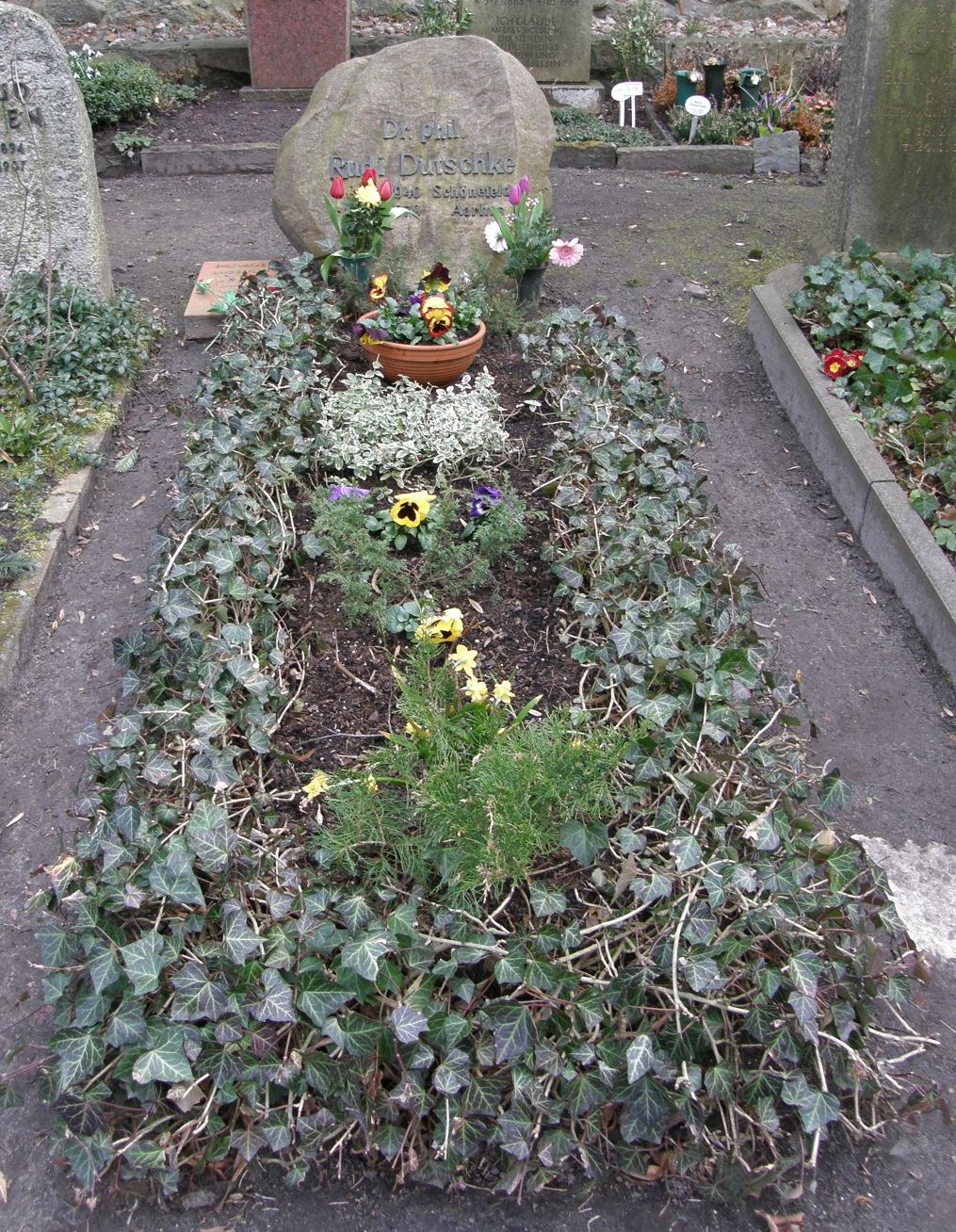
聖アンネン教会付属墓地にある
ルディ・ドゥチュケの墓

1968年4月11日、学生運動の重要人物となっていたドゥチュケは、学生運動を敵視していた青年ヨーゼフ・バッハマン（Josef Bachmann, 1945年10月12日 - 1970年2月24日）に街角で呼び止められ、頭に3発の銃弾を浴びた。ドゥチュケはこの事件で一命を取り留めたが脳や言語機能に重い障害が残り、再び話せるようになるまで長い時間がかかった。バッハマンは、西ドイツのメディア王アクセル・シュプリンガーが新聞各紙を通じて起こした反学生運動キャンペーンに強く刺激されており、暗殺によりドゥチュケを除かねばならないと考えていた。この事件後、学生によるシュプリンガー系の新聞社襲撃やデモなどが続発し西ドイツ各地で市街戦同然の事態になった 。後にドゥチュケは獄中のバッハマンと書簡を往復したが、バッハマンは1970年に刑務所で自殺している。
ドゥチュケと妻らはリハビリテーションのためイギリスへ渡り、回復の望みを託した。イギリス滞在中の1969年にドゥチュケはケンブリッジ大学で学位をおさめているが、1971年、エドワード・ヒース政権はドゥチュケとその一家を「破壊活動」に従事する「望ましくない外国人」として国外追放した。ドゥチュケはデンマークの哲学者ヨハネス・スレーク（Johannes Sløk）の誘いでオーフス大学（Aarhus Universitet）に誘われ、一家でオーフスへ移り、教職を得ることでデンマークに居住する権利を得た。
ドゥチュケは1970年代半ば、西ドイツで起こった原子力発電所建設への抗議行動に関与した後、再び西ドイツの政治の現場へ身を投じた。彼はかつての学生運動家らとともに環境保護運動や反核運動に参加し、緑の党へとつながる政治運動に左派をまきこんでゆく。また、東ドイツのヴォルフ・ビーアマン（Wolf Biermann）、ポーランドのアダム・ミフニク（Adam Michnik）、チェコスロヴァキアのミラン・ホラチェク（Milan Horáček）ら東側の反体制派とも協力し民主化運動を支援した。
しかし暗殺未遂以後残った脳の後遺症により、彼は生涯苦しむことになった。1979年12月24日、ドゥチュケはオーフスの自宅で入浴中に発作を起こし死去した。ドゥチュケはベルリンの聖アンネン教会付属墓地に埋葬された。

## 関連文献
- 小野一『緑の党　運動・思想・政党の歴史』講談社〈講談社選書メチエ583〉、2014年9月11日。ISBN 978-4-06-258586-6。